# NGC 1035
NGC 1035 è una piccola galassia a spirale situata nella costellazione della Balena, a una distanza di circa 51 milioni di anni luce dalla nostra Via Lattea.

## Scoperta
La galassia è stata scoperta il 10 gennaio 1785 dall'astronomo britannico di origine tedesca William Herschel.

## Supernova
Il 15 febbraio 1990, all'interno di NGC 1035 è stata scoperta la supernova SN 1990E dal cosmologo statunitense Saul Perlmutter e dall'astrofisico Carlton R. Pennypacker dell'Università della California - Berkeley. La supernova è stata classificata di tipo II.

## Gruppo di NGC 1084

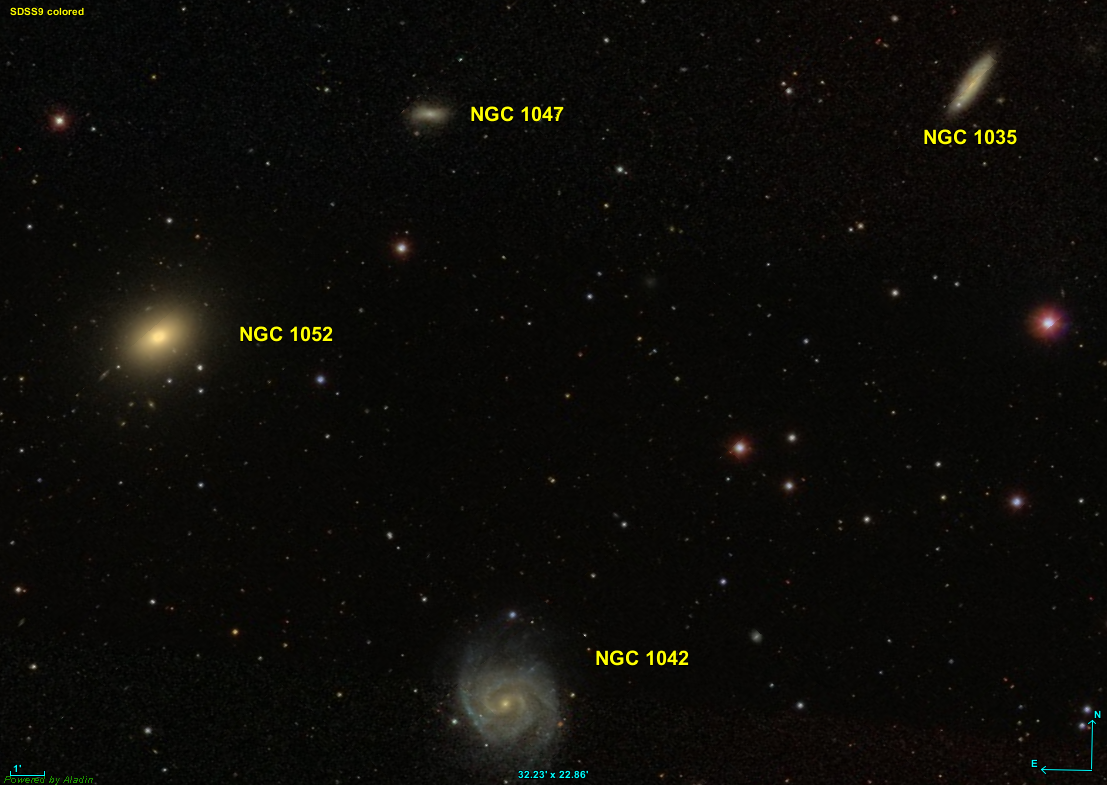
Il tripletto di galassie NGC 1035, NGC 1042 e NGC 1052 nelle immagini SDSS.

NGC 1035 fa parte del Gruppo di NGC 1084 che comprende almeno 14 galassie.
Le galassie componenti il gruppo, indicate nell'articolo di Garcia del 1993 e inserite nel New General Catalogue sono: NGC 988, NGC 991, NGC 1022, NGC 1035, NGC 1042, NGC 1047, NGC 1051 (=NGC 961), NGC 1052, NGC 1084, NGC 1110 e NGC 1140. Queste galassie, tranne NGC 1047 e NGC 1140, sono incluse anche nella lista pubblicata sul sito  Un Atlas de L'Univers di Richard Powell. Powell designa il raggruppamento come Gruppo di NGC 1052.
Secondo il database NASA/IPAC, NGC 1035, NGC 1042 e NGC 1052 fanno parte di un tripletto di galassie.